# Izena
Izena (jap. 伊是名村 Izena-son) – wieś w Japonii, w prefekturze Okinawa, na wyspie Izena-jima. Według danych na rok 2020 miejscowość zamieszkiwało 1 322 mieszkańców , a gęstość zaludnienia wyniosła 85,7 os./km².